# Juni
Juni（ジュニ、2001年10月26日 - ）は、日本の歌手。本名、佐藤 隆士（さとう りゅうじ）。埼玉県出身。株式会社Churrosと業務提携。

## 略歴
埼玉県出身。2019年、公開オーディション番組『PRODUCE 101 JAPAN』に出演。2020年9月、RBW JAPANの練習生として公開されるが、同年末に退社。2022年7月7日、株式会社Churrosとの業務提携を発表し、同年9月にBXWとのコラボ曲「PLAYGROUND」を公開。同年12月10日、自身初のソロオリジナル曲「Back to us」をデジタル配信リリース。

## 人物
- 趣味は、音楽鑑賞、バスケ、ダンスの動画を見ること、映画鑑賞[7]。

## 作品

### デジタルシングル
- 「Back to us」（2022年12月10日）

### 参加楽曲
- 「ツカメ 〜It's Coming〜」 - 『ツカメ 〜It's Coming〜』収録（2019年9月3日、「PRODUCE 101 JAPAN」名義）
- 「やんちゃBOYやんちゃGIRL」 - 『PRODUCE 101 JAPAN - 35 Boys 5 Concepts』収録（2019年11月29日、「バブリンチョ」名義）
- 「PLAYGROUND」（2022年9月8日、「BXW with 佐藤隆士」名義）

## 出演

### テレビ番組
- PRODUCE 101 JAPAN（2019年、GYAO!・TBS）
- 現役歌王JAPAN（2025年7月20日 - 、BS日テレ）

## その他活動

### ファンミーティング
- 初の単独イベント「watch Us SOARING」（2023年5月20日、新宿村LIVE）